# Steven Bach
Steven Bach (geboren 29. April 1938 in Pocatello, Idaho; gestorben  25. März 2009 in Arlington, Vermont) war ein US-amerikanischer Filmproduzent und Autor.

## Leben
Steven Bach besuchte die Schule in Boise. Er studierte Englisch und Französisch an der Northwestern University und an der Sorbonne und wurde Lehrer an der New Trier High School in Winnetka.
Ab 1966 arbeitete er in Los Angeles in der Werbebranche und wurde nebenher an der University of Southern California mit einer Arbeit über Josef von Sternberg promoviert. Er arbeitete in der Filmbranche als Drehbuchschreiber bei Gabriel Katzka und bei der Produktion der Filme Sleuth und  The Heartbreak Kid bei der Produktionsfirma Palomar Pictures International (ABC). Bei der Firma Pantheon Pictures war er an der Produktion der Filme The Parallax View, The Taking of Pelham One Two Three und Mister Billion beteiligt.
Seit 1978 war er Vizepräsident bei United Artists. In der Zeit wurden dort u. a. die Filme Der Stadtneurotiker (1977), Manhattan (1979), Stardust Memories (1980), Wie ein wilder Stier (1980), Die Geliebte des französischen Leutnants (1981),  Eye of the Needle (1981) und True Confessions (1981) produziert. Er wurde für das finanzielle Desaster der Filmproduktion Heaven's Gate (1980) verantwortlich gemacht und musste die United Artists verlassen. Bach schrieb darüber das Buch Final cut.
Bach erhielt in den späten 1990er Jahren Lehraufträge über Filmpraxis an der Columbia University und am Bennington College. Er schrieb eine Biografie über Marlene Dietrich und eine über Leni Riefenstahl, in der er ihre Lebenslügen aufdeckte.
Bach war 1990 Mitglied der Jury der Internationalen Filmfestspiele Berlin und hatte ab der Zeit neben Vermont einen zweiten Wohnsitz in München.

## Filmografie (Auswahl)
- 1979: Butch & Sundance – Die frühen Jahre (Butch and Sundance: The Early Days)

## Schriften (Auswahl)
- Final cut: art, money, and ego in the making of Heaven's gate, the film that sank United Artists. New York : William Morrow, 1985 ISBN 978-0688043827
- Marlene Dietrich: Life and Legend. New York: William Morrow, 1992 ISBN 978-0688071196
  - Marlene Dietrich : die Legende, das Leben. Übersetzung Christine Strüh. Düsseldorf : ECON, 1993
- Dazzler: The Life and Times of Moss Hart. New York: Alfred A. Knopf, 2001 ISBN 978-0679441540
- Leni: The Life and Work of Leni Riefenstahl. New York: Alfred A. Knopf, 2007 ISBN 978-0375404009